# Raille (Rhône)
Die Raille ist ein Bach in Frankreich, der im Département Drôme in der Region Auvergne-Rhône-Alpes verläuft. Sie entspringt im östlichen Gemeindegebiet von Allan, entwässert in einer S-Kurve generell in westlicher Richtung und mündet nach rund 14 Kilometern im Gemeindegebiet von Châteauneuf-du-Rhône als linker Nebenfluss in die Rhône. Im Oberlauf quert die Raille die Autobahn A7 und die Bahn-Schnellfahrstrecke LGV Méditerranée. Im Unterlauf quert sie auch die Bahnstrecke Paris–Marseille und verläuft im Mündungsabschnitt parallel zum Canal de dérivation de Montélimar, einem Abkürzungskanal der Rhône.

## Orte am Fluss
(Reihenfolge in Fließrichtung)
- Allan
- Malataverne
- Châteauneuf-du-Rhône